# Kizljari járás
A Kizljari járás (oroszul: Кизлярский район) Oroszország egyik járása Dagesztánban. Székhelye Kizljar.

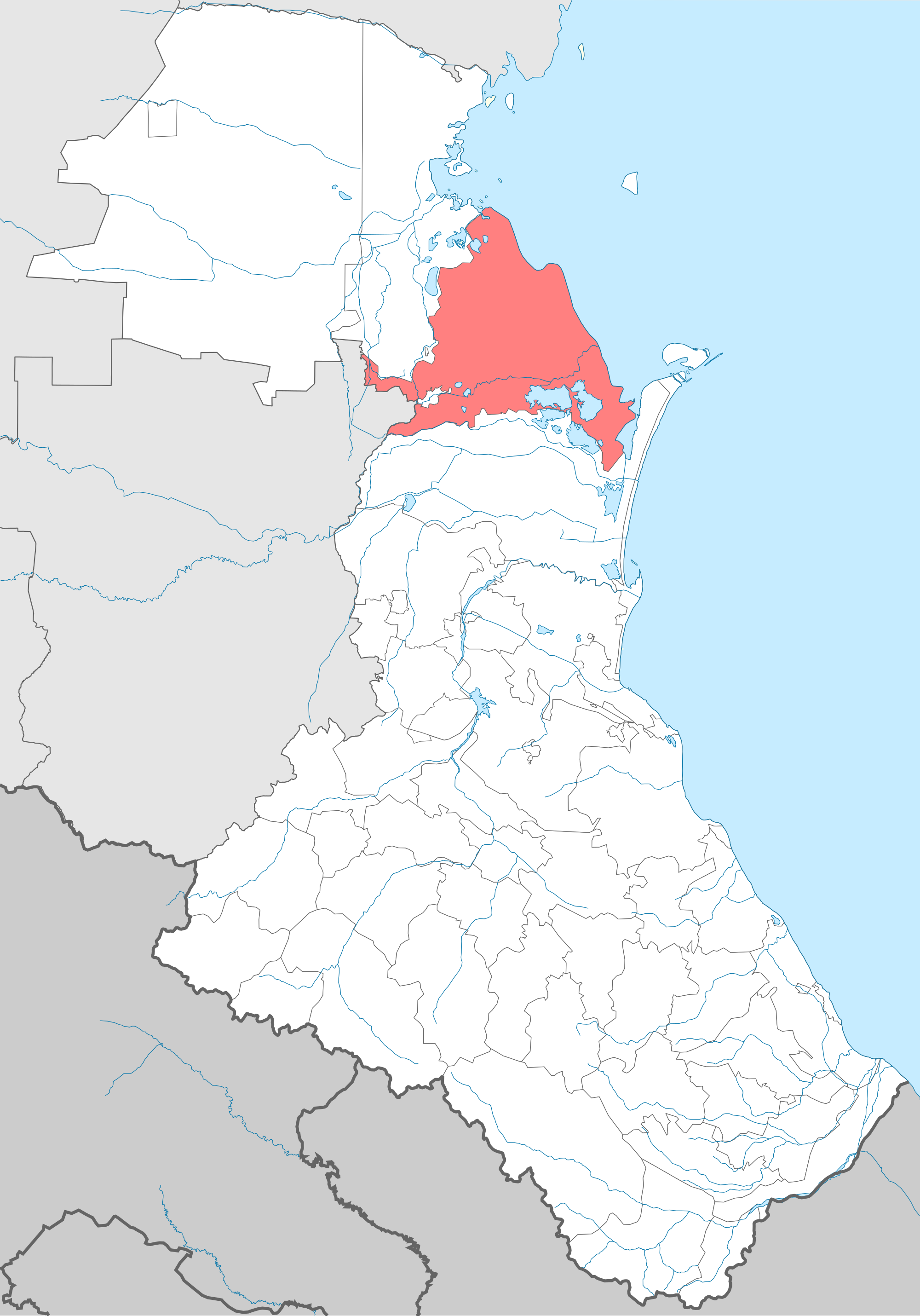
A Kizljari járás Dagesztánban

## Népesség
- 1989-ben 47 808 lakosa volt, melyből 14 288 avar (29,9%), 14 069 orosz (29,4%), 7 197 dargin (5,1%), 3 760 nogaj (7,9%), 1 474 lezg, 1 327 lak, 1 222 azeri, 1 055 kumik, 795 csecsen, 702 tabaszaran, 614 rutul, 208 cahur, 83 agul.
- 2002-ben 57 748 lakosa volt, melyből 22 907 avar (39,7%), 10 977 orosz (19%), 10 091 dargin (17,5%), 3 754 nogaj (6,5%), 2 142 lezg, 2 052 lak, 1 506 azeri, 868 kumik, 862 rutul, 813 tabaszaran, 535 cahur, 516 csecsen, 159 agul.
- 2010-ben 67 287 lakosa volt, melyből 31 371 avar (46,6%), 13 092 dargin (19,5%), 8 294 orosz (12,3%), 3 220 nogaj (4,8%), 2 361 lak, 2 283 lezg, 1584 azeri, 1 032 tabaszaran, 1 023 rutul, 909 kumik, 671 cahur, 449 csecsen, 183 agul, 164 örmény.